# Aubréville
Aubréville – miejscowość i gmina we Francji, w regionie Grand Est, w departamencie Moza.
Według danych na rok 1990 gminę zamieszkiwało 387 osób, a gęstość zaludnienia wynosiła 13 osób/km² (wśród 2335 gmin Lotaryngii Aubréville plasuje się na 672. miejscu pod względem liczby ludności, natomiast pod względem powierzchni na miejscu 62.).